# Symfonie nr. 6 (Vine)
Carl Vine voltooide zijn Symfonie nr. 6 Choral (soms alleen aangeduid met Choral Symphony) in 1996.
Vine vergrootte sinds zijn vierde symfonie zijn arsenaal aan muziekinstrumenten, zijn vijfde had solisten in de vorm van een slagwerkgroep, zijn zesde voerde twee solisten aan; het koor en een organist. Vine componeerde een eerbetoon aan het leven met teksten uit de Enoema Elisj en Griekse oudheid, uiteraard geheel in zijn eigen stijl van een eendelige symfonie met secties, dan wel een symfonie met een licht onderscheid in delen. De componist hield het op een doorgecomponeerd geheel dat wel aanduidingen binnen het gehele werk had:
- Introductie
- Enûma Eliš (When on High)
- Eis Gên Mêtêra Pantón (To the Earth, Mother of All)
- Eis Sêlênan (To the Moon)
- Eis Hêlion (To the Sun)

De muzikale handtekening van de componist is terug te vinden aan het slot van de vierde sectie. De symfonie hield zich ook aan Vine’s algemene structuur van donker naar licht en van chaos naar (meer) structuur). Vine kreeg gedurende zijn leven al opdrachten van gerenommeerde orkesten uit Australië. Dat was hier niet het geval. Vine kreeg deels zijn opleiding aan de Guildford Grammar School in Perth en trad daar ook op als organist en/of koordirigent. Toen hetzelfde opleidingsinstituut voor een nieuwe werk vroeg combineerde Vine alles en kwam met deze symfonie voor uitgebreid koor, organist en orkest.
De eerste uitvoering vond plaats op 8 maart 1998 door het Western Australian Symphony Orchestra (WASO) met het WASO-koor onder leiding van de componist.

## Orkestratie
- sopranen, alten, tenoren, baritons
- orgel
- 2 dwarsfluiten met 1 doublure op de piccolo en 2 doublure op piccolo en altfluit, 2 hobo’s met 2 doublure op de althobo, 2 klarinetten met 2 doublure op de basklarinet, 2 fagotten met 2 doublure op de contrafagot
- 4 hoorns, 2 trompetten, 1 trombones, 1 bastrombone, 1 tuba
- pauken, 2 man/vrouw percussie, harpen
- violen, altviolen, celli, contrabassen

## Discografie
- Uitgave ABC-Classics : Sydney Symphony Orchestra met koor o.l.v. Edo de Waart, een opname uit 1998